# 파라곤 프로 레슬링
파라곤 프로레슬링은 2014년 미국 라스베가스를 중점으로 설립된 인디 프로레슬링 단체이다.

## PPW 챔피언 현황

### 현재의 챔피언
| PPW 헤비웨이트 챔피언 | 조이 라이언                | 2015년 6월 10일 | 제시 소렌슨                         |
| PPW 아메리칸 챔피언   | 다린 코빈                  | 2015년 9월 6일  | 공석                                |
| PPW 태그팀 챔피언     | 알렉스 챔버레인 & 해머스톤 | 2015년 9월 4일  | 휠윈드 젠틀맨 (잭 맨리 & 레미 마셀) |

## 슈퍼스타

### 남성 레슬러
- 갱그릴
- 조이 라이언
- 제시 소렌슨

### 여성 레슬러
- 라 소라 니그라